# برادينا ديل رينكون
برادينا ديل رينكون (بالإنجليزية: Prádena del Rincón)‏ هي بلدية ومدينة في منطقة الحكم الذاتي وتقع في منطقة مدريد في وسط إسبانيا. تبلغ مساحة هذه المدينة 22.48 (كم²)، ويبلغ عدد سكانها 127 نسمة حسب إحصاء سنة 2012 م.